# Maurice Demers
Maurice Demers (7 avril 1936 à Granby, Québec, Canada - 12 novembre 2013) est un sculpteur, créateur d'environnements et écrivain d'art.

## Biographie
Né à Granby, Maurice Demers déménage à Montréal dès l'âge de quatre ans. Il est formé à l'école d'art commerciale Studio Salette à Montréal. En 1957, il commence officiellement son métier de dessinateur professionnel où il réalise des illustrations de meubles pour les catalogues des grands magasins.
Demers se fait remarquer par un genre artistique appelé art d'environnement que De Carvalho définit comme une expression largement utilisée des années 1960 et 1970 et diffusée par Frank Popper. Son premier environnement, Futuribilia est présenté à l'atelier Saint-André alors que Demers a 32 ans. Il est composé de plusieurs sculptures comportant des mécanismes de mouvement. Demers réalise 15 environnements dont la grande majorité entre 1968 et 1975.
Après 1975, il se consacre davantage à la création d'objet structuraux et d'installations paysagistes. Durant les années 1980 et 1990, il expose ses sculptures dans diverses galeries montréalaises. Il réalise également des aménagements paysagers pour des proches.
En 1992, en collaboration avec d'autres artistes, il réalise L'événement noir lors de l'inauguration du Musée d'art contemporain de Montréal à la Place des Arts où il dénonce le manque de financement des associations d'artistes au Québec.

## Œuvres
- 15 environnements
  - Futuribilia, atelier Saint-André, Montréal (mars-avril 1968)
  - Les Patriotes, aréna Paul Sauvé, Montréal (novembre 1968)
  - Ad Lib, Centre du Théâtre d'Aujourd'hui, Montréal (février 1969);
  - Les mondes parallèles, Pavillon de l'Insolite, Terre des Hommes, Montréal (1969)[6]
  - Noël et la société de consommation, Église Saint-Sacrement, Montréal (décembre 1969)
  - Travailleurs, Gymnase Saint-Sacrement, Montréal (février 1970)
  - L'Amour humain, Salle Saint-Louis de France, Montréal (mai 1970)
  - Femme, Centre national des Arts, Ottawa (avril 1971)
  - Apprentissage, La Conférence Québécoise sur l'Éducation, Vaudreuil (septembre 1971)
  - Crée ou crève, Congrès du Cercle de la Presse d'Affaires du Québec, Ville de Québec (mai 1973)
  - Appelez-moi Ahuntsic, Cégep d'Ahuntsic, Montréal, (septembre 1973 à février 1974)
  - Ahuntcirque Institut Dominique Savio, Montréal, (février 1974 à juin 1974)
  - Centre d'expression populaire d'Ahuntsic, Montréal (1975)
  - Environnements naturels, en terrain privé, Montréal (1990) et Saint-Bruno-de-Montarville (1991)
  - L'événement noir, face au Musée d'art contemporain de Montréal (mai 1992)
- Expositions
  - Sculptures et/ou environnements:
  - Galerie Le Gobelet, (sculptures en verre), 19 septembre au 9 octobre 1967, Montréal.
  - Galerie l'art français, (sculptures), 29 septembre au 12 octobre 1986, Montréal.
  - Galerie Daniel. Sculpture "90", mai-juin 1990, Montréal.
  - Maison de la Culture Plateau-Mont-Royal, (sculpture), Dans 10 ans l'an 2000, 20 juin au 25 août 1990, Montréal.
  - Musée d'art contemporain de Montréal, (environnements), Déclics art et société, 25 mai au 24 octobre 1999.
  - Musée de la civilisation, participant au vidéo déclics de Pierre Brochu, Déclics art et société, 25 mai au 24 octobre 1999, Québec.
  - Musée des beaux-arts de Montréal, Village global: les années 60  , (cycle des conférences) L'art des années 60: un art off musée de Francine Couture et Quand l'art se fait vie: les démarches de Maurice Demers, de Anithe de Carvalho, 2 octobre 2003 au 7 mars 2004.
  - Centre canadien d'architecture, Environnement total, Montréal 1965-1975, 19 mars au 23 août 2009, Montréal[7].

## Les écrits
- Série d'articles dans Le Devoir, Forces, Espace et Infosculpture.
- Un livre inédit : Trajectoires de l'Homme créateur (782 pages, de 1990 à 2005)
- Grand nombre d'articles non encore publiés, rédigés durant la période de 1971 à 2010

## Critiques et appréciations
«  "Maurice Demers est un des principaux créateurs d'environnements des années soixante »
— Guy Sioui Durand, L'art comme alternative, Inter éditeur, 1997, p.55
«  L'origine des cybermondes, Au nombre des précurseurs... le travail séminal de Marcel Duchamp...dans les années 50, on annonce déjà l'ère des cyberespaces (avec entre autres Nicolas Schöffer). Les installations de Maurice Demers dans les années 1960 reproduisent une sorte de village cybernétique conviant le spectateur à expérimenter, sous le mode ludique du voyage, de nouvelles sensations »
— Louise Poissant et Derrick de Kerckhove, Ne art- Histoire internationale de l'art technologique, émission #10, Télé-Québec, 1995
«  Né à Granby en 1936, Maurice Demers s'imposa rapidement à la fin des années 1960 comme un des premiers concepteurs d'environnements  au Québec. Dans la conception de ses environnements, l'artiste abordait des thèmes d'actualités, tels que la futurologie, les préoccupations sociales et l'éveil de la conscience populaire. Il réalisa des environnements ludiques et participatifs intitulés "Futuribilia" et Les Mondes Parallèles, pour ensuite élaborer le concept de "Théâtre d'environnement Intégral (TEI) avec son œuvre "Femme" Progressivement, Maurice Demers développa un langage formé d'éléments graphiques qu'il dispose dans l'espace et selon des séquences temporelles, afin de réaliser des créations collectives. Ces outils artistiques représentaient une méthode originale de communication permettant la mise en place d'environnements dans lesquels l'artiste pouvait communiquer en temps réel avec divers intervenants professionnels et amateurs.en plus de solliciter le public et de réagir à l'intensité de sa participation. »
— Alessandra Ponte, "Environnement total: Montréal 1965-1975" 2009, Centre canadien d'architecture.
« Maurice Demers est un de ces novateurs...suivons la démarche du créateur elle nous mènera au XXIe et à la conquête de cette nouvelle Amérique qu'est l'espace »
— Jacques de Roussan, Vie des arts, été 1968
« Pionnier des pratiques artistiques participatives au Québec... Demers compte parmi les artistes les plus engagés et les plus originaux de son époque, si l'on se fie à l'étude exhaustive du théoricien de l'art américain Frank {Popper »
— Anithe de Carvalho, Maurice Demers œuvre d'art total, Lux Éditeur 2009, pages 8 et 17
« Les œuvres des artistes tels Maurice Demers et ceux du groupe Fusion des arts ont constitué un moment et un terrain d'expérimentation d'une nouvelle définition de la pratique artistique et de la fonction  sociale de l'art »
— Francine Couture, La pratique des arts au Canada, 1989, page 221
« Les environnements impressionnants de Maurice Demers...(c'est) le futur au passé »
— Jocelyne Lepage, La Presse, 29 mai 1999, p.D3
« Unique au monde »
— Gilles Toupin, La Presse, 21 février 1974
« Travailleurs, c'est une version nouvelle de l'Internationale, une version améliorée de l'Internationale »
— Mario Cardinal, Présent, Radio-Canada 26 février 1970
« Vous êtes un grand précurseur... dans le rôle de la redéfinition de l'art comme environnement et outil social »
— Stéphane Aquin, conservateur de l'art contemporain, Musée des beaux-arts de Montréal, courriel de 2010

## Publications
- Dossiers avec DVD disponibles dans plusieurs grands musées : 
  - Musée des beaux-arts du Canada (Ottawa); Musée d'art contemporain de Montréal; Centre canadien d'architecture (CCA) Montréal
  - Dossier complet aux Collections spéciales de la Bibliothèque des arts de l'Université du Québec à Montréal (UQAM)
  - Centres de documentation : Artexte Montréal; Fondation Daniel Langlois (Montréal)
- Livres :
  - Maurice Demers œuvre d'art total, Anithe de Carvalho (153 pages, Lux Éditeur, 2009)[8]  (ISBN 978-2-89596-082-9)
  - L'art vécu: une mutation face à l'histoire (228 pages, 2013)  (ISBN 978-2-98140-130-4)
  - Connected Struggles. Catholics, Nationalists, and Transnational Relations between Mexico and Quebec, 1917-1945. McGill-Queen's University Press, 2014, 290 p.

## Prix et distinctions
2015 - Finaliste du Prix de la présidence de l'Assemblée nationale